# LEGRI
Низькоенергетичний гамма-випромінювач (НЕГВ англ. Low Energy Gamma-Ray Imager (LEGRI) ) був корисним навантаженням для першої місії іспанської платформи MINISAT і діяв з 1997 по 2002 рік. Мета LEGRI полягала в тому, щоб продемонструвати життєздатність детекторів HgI 2 для космічної астрономії, які забезпечують зображення та спектроскопічні можливості в діапазоні 10-100 кеВ.
LEGRI був успішно запущений 21 квітня 1997 року на ракеті Pegasus XL. Інструмент був активований 19 травня 1997 року. Діяв до лютого 2002 року.
Система LEGRI включала блок детектора, блок маски, блок живлення, блок цифрової обробки, датчик зірки та блок наземної підтримки.
До консорціуму LEGRI увійшли:
- Університет Валенсії
- Саутгемптонський університет
- Бірмінгемський університет
- Лабораторія Резерфорда Епплтона
- Centro de Investigaciones Energéticas
- Medioambientales y Tecnológicas (Ciemat)
- INTA

## Зовнішні посилання
Low Energy Gamma-Ray Imager (LEGRI) в Інтернеті